# Artesa de Segre
Artesa de Segre es municipio y localidad española de la provincia de Lérida, en la comunidad autónoma de Cataluña. El término municipal, ubicado en la comarca de la Noguera, tiene una población de 3485 habitantes (INE 2024).

## Geografía humana

### Demografía
Cuenta con una población de 3485 habitantes (INE 2024).
| Gráfica de evolución demográfica de Artesa de Segre entre 1842 y 2021 |
| |
| Población de derecho según los censos de población del INE Población de hecho según los censos de población del INEEntre el censo de 1857 y el anterior, crece el término del municipio porque incorpora a 255134 (Collfret), 255397 (Vilves) Entre el censo de 1930 y el anterior, crece el término del municipio porque incorpora a 25520 (Baldomá) |

En 1857 incorpora Alentorn, Clúa, Colldelrat, Collfred, Montargull, Montmagastre, Vall Llebrera, Vernet, Vilves, Seró; el 1930, Baldomá; en 1970, Anya; en 1975, Tudela del Segre.

### Núcleos de población
| Entidades de población             | Habitantes (2012) |
| ---------------------------------- | ----------------- |
| Alentorn                           | 126               |
| Aña (Anya)                         | 22                |
| Artesa de Segre                    | 2986              |
| Baldomar                           | 115               |
| Clua                               | 21                |
| Colldelrat                         | 25                |
| Collfret                           | 23                |
| Colònia La Fàbrica                 | 56                |
| Comiols                            | 7                 |
| Folquer                            | 6                 |
| Montargull                         | 47                |
| Montmagastre                       | 23                |
| Pont d'Alentorn (El)               | 22                |
| Sant Marc de Batlliu               | 16                |
| Seró                               | 74                |
| Tudela del Segre (Tudela de Segre) | 79                |
| Vall Llebrera                      | 29                |
| Vall-llebrerola                    | 9                 |
| La Vall d'Ariet                    | 0                 |
| Vedrenya (La)                      | 11                |
| Vernet                             | 28                |
| Vilves                             | 34                |

## Administración y política
| Periodo   | Nombre                   | Partido      |
| --------- | ------------------------ | ------------ |
| 1979-1983 | Vicenç Roca i Mianes     | Independents |
| 1983-1987 | Jaume Cardona i Vila     | CiU          |
| 1987-1991 | Jaume Cardona i Vila     | CiU          |
| 1991-1995 | Jaume Campabadal i Farré | ERC          |
| 1995-1999 | Jaume Campabadal i Farré | ERC          |
| 1999-2003 | Jaume Campabadal i Farré | ERC          |
| 2003-2007 | Domènec París i Artigues | CiU          |
| 2007-2011 | Domènec Sabanés i Porta  | ERC          |
| 2011-2015 | Domènec Sabanés i Porta  | ERC          |
| 2015-2019 | Domènec Sabanés i Porta  | ERC          |
| 2019-2023 | Domènec Sabanés i Porta  | ERC          |

## Cultura

### Fiestas
Lista de fiestas mayores de las localidades de Artesa de Segre:
- Montmagastre - Primer sábado de mayo
- Vernet - Sábado más próximo a San Juan (24 de junio)
- La Fàbrica - Último sábado de junio
- Collfret - Primer fin de semana de julio
- Tudela del Segre - Fin de semana anterior a San Jaime
- Colldelrat - Último fin de semana de julio
- Alentorn - Primer fin de semana de agosto
- Vilves - Último domingo de julio
- Vall Llebrera - Segundo fin de semana de agosto
- Aña - Primer domingo después del 15 de agosto
- Ceró - tercer sábado de agosto
- Montargull - fin de semana anterior al de la fiesta de Artesa de Segre
- Artesa de Segre - último viernes de septiembre
- Vall-llebrerola - noviembre

### Arte rupestre
El documento más valioso que se posee sobre la presencia humana en etapas prehistóricas en este término está constituido por las estaciones con arte rupestre. El conjunto de Antona I-II-III, que así es conocido, fue descubierto en 1976 por E. Sunyer y A. Borrell, del Institut de Ciències del Quaternari de Barcelona, que contaron con al colaboración del entonces alcalde de Baldomar, L. Trepat. Los primeros trabajos se deben a Luis Díez Coronel, E. Carrera Salse, J.L. Rodríguez Duque i J. Serrate.
El conjunto de Antona ofrece un buen ejemplo de muestras pictóricas abstractas, en color rojo, del conocido Arte esquemático (trazos, puntos, máculas, geométricos complejos..), que son manifestaciones crenciales de los grupos productores neolíticos (6500 años antes del presente), semejantes a las que se conservan en Alòs de Balaguer, Os de Balaguer, Camarasa, Albi o las del mismo Cogul, entre otras; todas, en definitiva, lugares de carácter cultual y verdaderos museos al aire libre. El valor inestimable de estas manifestaciones como expresiones de la capacidad intelectual humana determinó a la UNESCO la declaración, en 1998, de Patrimonio de la Humanidad; a pesar de ello, la ausencia de algún tipo de protección -prácticamente como el 88,45 % del arte rupestre prehistórico de Lérida- supone un peligro permanente para su preservación. (Fuentes: Associació Catalana d'Art Prehistòric).